# Balogh József (irodalomtörténész)
Balogh József (Gödöllő, 1893. június 12. – Budapest (?), 1944. április 2.) magyar irodalomtörténész, lapszerkesztő, műfordító, klasszika-filológus. Szent Ágoston Vallomások című művének fordítója.

## Élete
Művelt zsidó családban született, Balog Ármin (1857–1937) és Reinitz Paula fia volt. Apja (született: Blum Ármin) Budapesten a Rabbiképző Intézet történelem- és irodalomtanára, könyvtárnoka volt. Apai nagyszülei Blum Lipót és Blum Karolina voltak. Balogh József katolizált. 1911–1915 között Budapesten, Berlinben, Münchenben és Freiburgban egyetemi tanulmányokat folytatott. Az első világháborúban repülőtiszt volt, és többször kitüntették. 1918-ban Budapesten bölcsészdoktori oklevelet szerzett.
1927-től 1935-ig a gróf Bethlen István elnökségével alakult Magyar Szemle Társaság főtitkáraként működött, részt vett a Magyar Szemle folyóirat és az azonos nevű könyvsorozat szerkesztésében. Befolyásos baráti köre segítségével, gróf Bethlen István pártfogásával 1932-ben megindította és szerkesztette a Nouvelle Revue de Hongrie francia nyelvű, majd 1936-ban a Hungarian Quarterly című angol nyelvű folyóiratot (előbbinek többek között Illyés Gyula is a munkatársa volt). Ezek elsősorban a magyar kulturális értékeket közvetítették a külföld felé, és részük volt nyugat-európai értékek itthon megismertetésében. A Hungarian Quarterlyt Ottlik Györggyel együtt szerkesztette, majd 1939-től egyedül. A konzervatív irányultságú lap az erősödő német befolyással szemben a francia–angol orientáció híve volt és Bethlen István külpolitikai céljait szolgálta.
Balogh József részt vállalt a Parthenon Egyesület kétnyelvű kiadványainak szerkesztésében is. Ebben a sorozatban jelent meg fő műve, Szent Ágoston Confessiones (Vallomások) című művének fordítása (1943). Mint klasszika-filológus az ókeresztény irodalom és a kora középkori történelem szakértője volt. Tudományos munkásságát azonban fokozatosan háttérbe szorította a publicisztika, a külföldre irányuló propagandatevékenység.
Az ország német megszállása után hamarosan a holokauszt áldozata lett. Halálának körülményeit homály fedi. Egy változat szerint a szegedi jezsuiták bújtatták és valaki beárulta; egy másik változat szerint a tihanyi apátság könyvtárában rejtőzött és ott fogták el. Barátai utoljára a sárvári gyűjtőtáborból kaptak róla hírt. Állítólag maga a kormányzó kerestette szárnysegédjével, hogy egy katonai behívó segítségével megmentse, de eredménytelenül. Mindennek azonban ellentmondani látszik a lexikonok adata, mely szerint Budapesten halt meg 1944. április 2-án.

## Érdekesség
Hubay Miklós Hafner Zoltánnak és Kabdebó Lórántnak is elmesélte Baloghról, hogy a levélpapírja fejlécére ezt nyomtatta: Ama nesciri! vagyis Szeress ne tudni!

## Válogatás munkáiból
- A szerzetesség. Ideáljai és története (Adolf von Harnacktól ford., Bencze János álnéven. Budapest, 1911)
- Vasa lecta et pretiosa. Szent Ágoston konfessziói. Egy stílustörténeti tanulmány vázlata (Doktori disszertáció a budapesti Tudományegyetemen. Budapest, 1918)
- Voces Paginarum. Adalékok a hangos olvasás és írás kérdéséhez (Budapest, 1921; németül: Lepzig, 1927)
- Dante Alighieri „Über das Dichten in der Muttersprache”. De vulgari eloquentia. Aus dem Lateinischen übers. und erl. von Franz Dornseiff, Joseph Balogh. (Darmstadt, Reichl, 1925) [Dante De vulgari eloquentia c. művét Franz Dornseiff-fel együtt latinról németre fordította és magyarázatokkal ellátta.]
- Szent Ágoston, a levélíró. Szemelvényekkel leveleskönyvéből. (Budapest, 1926)
- Szent Gellért és a „symphonia Hungarorum” (Budapest, 1926)
- A magyar műveltség sorsa (Budapest, 1927)
- Rex a recte regendo (Cambridge, 1928)
- A magyar királyság megalapításának világtörténeti háttere (Századok, 1932)
- A klasszikus műveltségért (Budapest, 1934)
- Szent István „Intelmei”-nek forrásai (Budapest, 1936)
- Libellus de institutione morum, Szent István Intelmei (Scriptores rerum Hungaricum, II. Budapest, 1938)
- Szent Ágoston vallomásai. Ford. és magyarázta Balogh József (Budapest, 1943). Két kötet
- Szent Ágoston vallomásai. Ford. és magyarázta Balogh József (2. jav. kiad., Budapest, 1944). Két kötet.